# ويلسون تشانغ
ويلسون تشانغ هو لاعب تنس الطاولة كندي، ولد في 23 سبتمبر 1979 في أندا، هيلونغجيانغ في الصين.

## وصلات خارجية
- ويلسون تشانغ على موقع منظمة تنس الطاولة العالمي (الإنجليزية)
- ويلسون تشانغ على موقع اللجنة الأولمبية الدولية (الإنجليزية)
- ويلسون تشانغ على موقع أوليمبيديا (الإنجليزية)
- ويلسون تشانغ على موقع اللجنة الأولمبية الكندية (الإنجليزية)